# Lycaena hibernica
Lycaena hibernica är en fjärilsart som beskrevs av Goodson 1948. Lycaena hibernica ingår i släktet Lycaena och familjen juvelvingar. Inga underarter finns listade i Catalogue of Life.